# Principal Financial Group
Die Principal Financial Group ist ein US-amerikanisches börsennotiertes multinationales Finanzinvestitionsmanagement- und Versicherungsunternehmen mit Hauptsitz in Des Moines (Iowa). Das Unternehmen gliedert sich in vier Segmente: Retirement and Income Solutions, Principal Global Investors, Principal International und US Insurance Solutions. Hauptmarkt sind die Vereinigten Staaten. Daneben ist die Gruppe in Europa, Australien, Asien und Lateinamerika aktiv.
Das Unternehmen beschäftigt in Des Moines rund 9000 Mitarbeiter und besitzt und betreibt mehrere Gebäude in der Innenstadt. Das höchste, bekannt als 801 Grand, ist 45 Stockwerke hoch (192 m) und beherbergt neben der Principal Financial Group auch viele andere Unternehmen. Sein Global Delivery Center betreibt das Unternehmen in Pune (Indien).

## Geschichte
Das Unternehmen wurde im Jahre 1879 von Edward Temple unter dem Namen Bankers Life Association gegründet. Seit 1985 betreibt es seine Geschäfte unter seinem heutigen Namen. In den 1990er Jahren begann es außerhalb der USA zu expandieren. Der Börsengang erfolgte am 23. Oktober 2001.

## Aktionärsstruktur
Mit Stand vom 31. März waren folgende Hauptaktionäre bekannt:
| Aktionär                          | Anteile | Stand        | Anteile in % | Wert in USD   |
| --------------------------------- | ------- | ------------ | ------------ | ------------- |
| Vanguard Group Inc                | 27.25M  | Mar 31, 2025 | 9,79 %       | 2,058,034,986 |
| Blackrock Inc.                    | 19.59M  | Mar 31, 2025 | 7,04 %       | 1,479,505,559 |
| Nippon Life Insurance Company     | 18.14M  | Jun 30, 2025 | 6,52 %       | 1,369,887,587 |
| Bank of America Corporation       | 11.29M  | Mar 31, 2025 | 4,06 %       | 852,496,597   |
| State Street Corporation          | 10.77M  | Mar 31, 2025 | 3,87 %       | 813,198,716   |
| Geode Capital Management, LLC     | 5.48M   | Mar 31, 2025 | 1,97 %       | 413,967,989   |
| Capital Research Global Investors | 4.98M   | Mar 31, 2025 | 1,79 %       | 376,388,793   |
| Victory Capital Management Inc.   | 3.71M   | Mar 31, 2025 | 1,33 %       | 280,030,038   |
| Dimensional Fund Advisors LP      | 3.66M   | Mar 31, 2025 | 1,32 %       | 276,715,933   |
| Northern Trust Corporation        | 3.58M   | Mar 31, 2025 | 1,29 %       | 270,487,729   |